# Luing (race bovine)
La Luing est une race bovine britannique.

## Origine
C'est une race de création récente, par métissage des races highland et shorthorn. Elle porte de nom de l'île de Luing, sur la côte occidentale de l'Écosse.
Le travail de métissage initié en 1947 a abouti à la reconnaissance officielle en 1965. Ses qualités sont reconnues à l'export puisque la race est aussi présente en Irlande, en Europe continentale, en Australie, en Amérique du Sud, en Nouvelle-Zélande et au Canada.

## Morphologie
Elle porte une robe rouge aux nuances allant de l'acajou au blond, mais sans traces de blanc. Le mufle est clair. Les poils sont bouclés et un toupet orne le front. La sélection a privilégié les individus sans cornes.

## Aptitudes

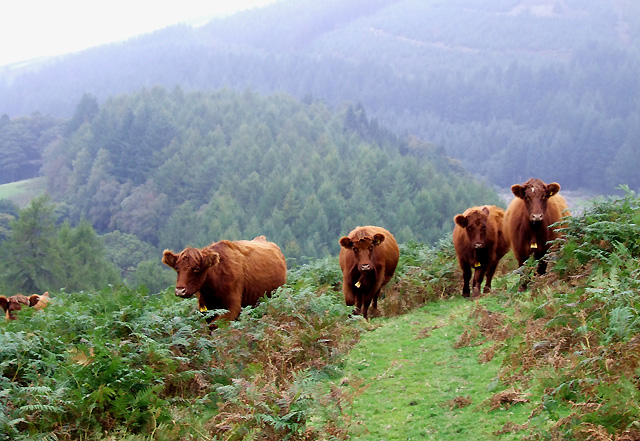
Troupeau dans un pâturage grossier.

C'est une race bouchère pour laquelle les sélectionneurs ont recherché l'optimisation des qualités des parents. 
C'est une race rustique adaptée aux régions froides et humides. Elle accepte un fourrage grossier dont elle tire parti au mieux. 
La vache est une bonne mère, vêle aisément et seule. D'un tempérament calme, elle sait défendre son veau et peut se montrer possessive durant les premières semaines.

## Sources
1. ↑  (en)« History of the Luing Breed », Luing Cattle Society (consulté le 25 janvier 2012)
2. 1 2  (en)« Breed Guidelines at a Glance », Luing Cattle Society (consulté le 25 janvier 2012)